# Данаил Попов
Данаил Христов Попов е български националреволюционер, деен участник в българското национално-революционно движение през 60-те и 70-те години на 19 век. Близък съратник и доверено лице на Васил Левски.

## Биография
Данаил Попов е роден на 1 януари 1840 г. в град Плевен. Бащата е свещеник – поп Христо, наричан от плевенчани поп Хино. Неговият род води началото си от село Червен бряг, откъдето през първите десетилетия на 19 век се преселва в Плевен..
Учи в Плевенското шестокласно училище (1850 – 1856). Заминава за Румъния, за да продължи образованието си (1857). По това време баща му умира и поради липса на средства става словослагател в печатницата „Романов-Расидеску“ в Букурещ. През време на работата си в печатницата усвоява немски, руски, френски и гръцки език.
Срещите в печатницата с Георги Раковски, оказват голямо влияние за овладяването на идеите за национална свобода. Под неговото влиянието напуска печатницата и е изпратен в Галац, където посреща пристигащите от Румъния изселници от Ломския и Видинския край (1859 – 1861). Урежда превозването им с параходи по Дунава до родните им места.
Установява се в Турну Мъгуреле, където се залавя с търговия и си създава добро материално положение (1863). Закупува и продава в магазина си оръжие и боеприпаси.

### Революционна дейност
Член на ТБЦК от 1866 г. Проявява се в организацията на бунтовните чети. Подпомага организирането и изпращането в България на четите на Филип Тотю и Панайот Хитов (1867). Подпомага със свои средства и четата на Хаджи Димитър и Стефан Караджа (1868).
От неговия дом в Румъния Васил Левски тръгва към България. С негова препоръка Апостола създава Плевенския частен революционен комитет, който е първия в страната (1869). Поставя се началото на изграждането на Вътрешната революционна организация. През същата година заедно с Васил Левски, Христо Иванов (Големия), Иван Македончето и др. основават Турнумъгурелския частен революционен комитет. За председател е избран Данаил Попов..
Най-голямата негова заслуга е при изграждане на Вътрешната революционна организация (1868 – 1872). Изработен е печат на БРЦК, който по-късно предава на Васил Левски. Почти цялата кореспонденция на Апостола минава през Данаил Попов. Единствен има право да чете всички получавани от и за Левски писма и да взима копия от тях. За голямото доверие към него свидетелства фактът, че заедно с Ангел Кънчев имат задачата да излагат и защитават идеите и становищата на вътрешните дейци пред БРЦК в Букурещ. Всъщност Левски установява архива си именно в Търну Мъгуреле при Данаил Попов, а не в Букурещ при Каравелов и не позволява документацията да се мести, а само да се пращат преписи от кореспонденцията, и то единствено когато е абсолютно наложително. Друга задача на Попов е да държи под контрол хъшовските среди в Румъния и да набира нови членове. Данаил Попов е инициатор и създател на първите псевдоними на ръководните дейци на ВРО, както и на шифри и пароли за тайната поща.
Неговият брат Анастас Попхинов е един от сподвижниците на Левски в Плевен. По-късно влиза в остри несъгласия с него, тъй като си позволява да отваря и чете писмата му, изпращани до Данаил Попов, което става причина Дякона да пише укорителни и дори разочаровани писма по негов адрес. Данаил за кратко взема страната на брат си и на Димитър Общи, но скоро преодолява съмненията си. Когато става ясно предателството на Общи, той осъжда брат си, а Левски нарича „най-добрият ни българин“.
Сам закупува 50 револвера и 15000 патрона, поръчани му от Ловешки частен революционен комитет. Доставя от Лиеж (Белгия) три пушки от най-усъвършенстваната система, от които две подарява на Васил Левски и Ангел Кънчев.
Между Данаил Попов и Васил Левски възниква искрена и сърдечна дружба, която продължава до обесването на Апостола на свободата. В писмо до него Апостола заявява:
„…Играем с живота на 7 милиона българи. Трябва зряло да се постъпва.“

### След Освобождението
След Освобождението от османско владичество не се завръща в България. Има добро материално положение. Жени се за Елена Мирасчиева. От брака си имат три дъщери. Завръща се Плевен поради смъртта на брат си (1898). Почетен гражданин на Плевен. Подарява документи, вещи и снимки на комитетски дейци на Плевенския музей и Народната библиотека в София.
Подпомага образованието на млади българи, издаването на вестници. Дарява читалища, училища и библиотеки.
Умира в дома си в град Турну Мъгуреле на 12 април 1909 г.
Булевард в град Плевен е наименуван „Данаил Попов“.